# Sartell
Sartell è un comune degli Stati Uniti d'America, situato in Minnesota, nella contea di Stearns e in una piccola parte nella contea di Benton.